# 2-es busz (Esztergom)
Az esztergomi 2-es jelzésű autóbusz a Vasútállomás és a Bánomi lakótelep között közlekedik. A viszonylatot a Volánbusz üzemelteti.

## Története
A járatot 2019. december 16-án indította el a Volánbusz.

## Útvonala
| Vasútállomás → Bánomi lakótelep → Vasútállomás |
| --- |
| Vasútállomás vá. – Bem tér – Baross Gábor út – Sugár út – Kiss János altábornagy utca – Kossuth Lajos utca – Bajcsy-Zsilinszky út – Majer István út – Iskola utca – Kőrösy László utca – Vaskapui út – Pilismaróti út – Földműves utca – Dessewffy Arisztid utca – Klapka tér – Vár utca – Szent István tér – Iskola utca – Majer István út – Bajcsy-Zsilinszky út – Kossuth Lajos utca – Kiss János altábornagy utca – Sugár út – Baross Gábor út – Bem tér – Vasútállomás vá. |

## Megállóhelyei
Az átszállási kapcsolatok között az eltérő üzemidőben közlekedő 111-es busz nincs feltüntetve.
| 0  | Vasútállomás induló végállomás |                                                      |
| 1  | Baross Gábor utca              | 1, 11, 43, 43F                                       |
| 3  | Erzsébet királyné utca         | 1, 11, 43, 43F 800, 801, 2904, 8529, Helyközi buszok |
| 4  | Eszperantó utca                | 1, 11, 43, 43F 880, 2904, 8529                       |
| 5  | Arany János utca               | 1, 11, 43, 43F 2904, 8529                            |
| 7  | Rákóczi tér                    | 1, 11, 43, 43F 880, 2904, 8529                       |
| 9  | Bajcsy-Zsilinszky utca         | 1, 11, 43, 43F 2904, 8529                            |
| 11 | Béke tér (Bazilika)            | 1, 11, 43, 43F 880, 2904, 8529                       |
| 12 | Kőrösy László utcai iskolák    | 1, 11, 43 8529                                       |
| 13 | Bánomi lakótelep               | 1, 11, 43 880, 8529                                  |
| 15 | Földműves utca                 | 1, 11, 43, 43F 2904, 8529                            |
| 16 | Honvédtemető utca              | 1, 11, 43, 43F 2904, 8529                            |
| 17 | Klapka tér                     | 1, 11, 43, 43F 2904, 8529                            |
| 18 | Szent István tér (Bazilika)    | 1, 11, 43, 43F 880, 2904, 8529                       |
| 20 | Bajcsy-Zsilinszky utca         | 1, 11, 43, 43F 2904, 8529                            |
| 21 | Rákóczi tér                    | 1, 11, 43, 43F 880, 2904, 8529                       |
| 23 | Arany János utca               | 1, 11, 43, 43F 2904, 8529                            |
| 24 | Eszperantó utca                | 1, 11, 43, 43F 880, 2904, 8529                       |
| 25 | Erzsébet királyné utca         | 1, 11, 43, 43F 800, 801, 2904, 8529, Helyközi buszok |
| 27 | Baross Gábor utca              | 1, 11, 43, 43F                                       |
| 28 | Vasútállomás érkező végállomás | 1, 11, 43, 43F 8529, Helyközi buszok S72 Z72 S74     |